# Soffiatura del vetro

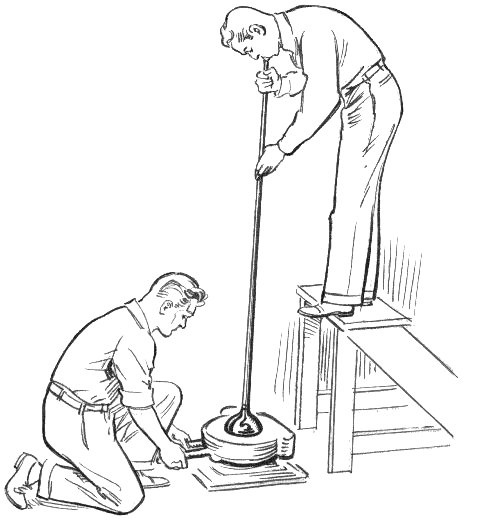
Soffiatura del vetro: disegno al tratto.

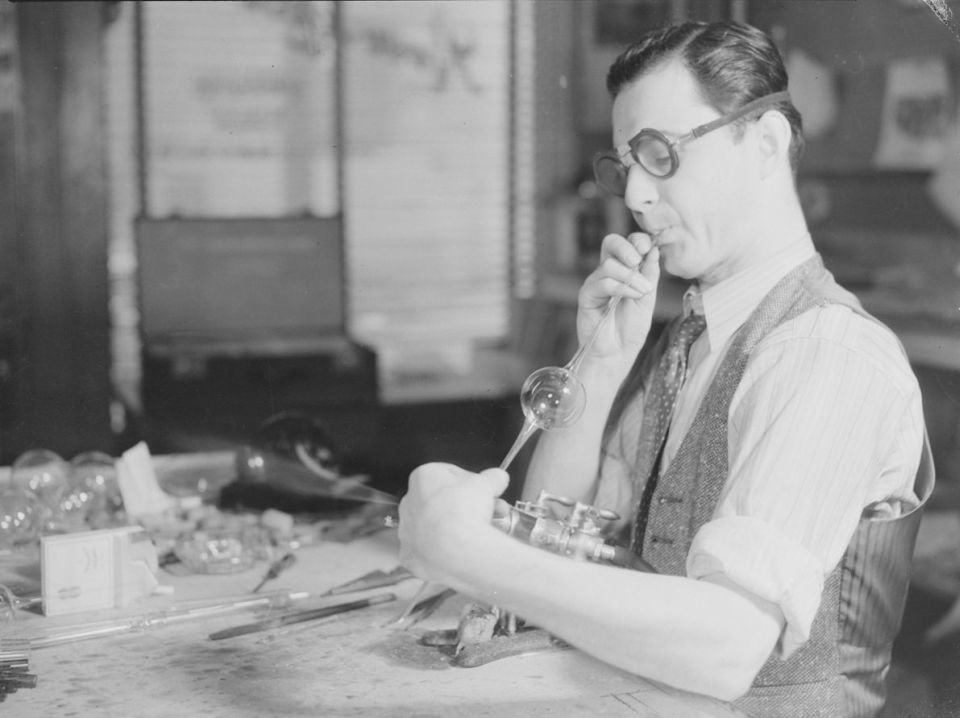
Il soffiatore di vetro Romeo Lefebvre nel suo laboratorio a Montréal nel 1942.

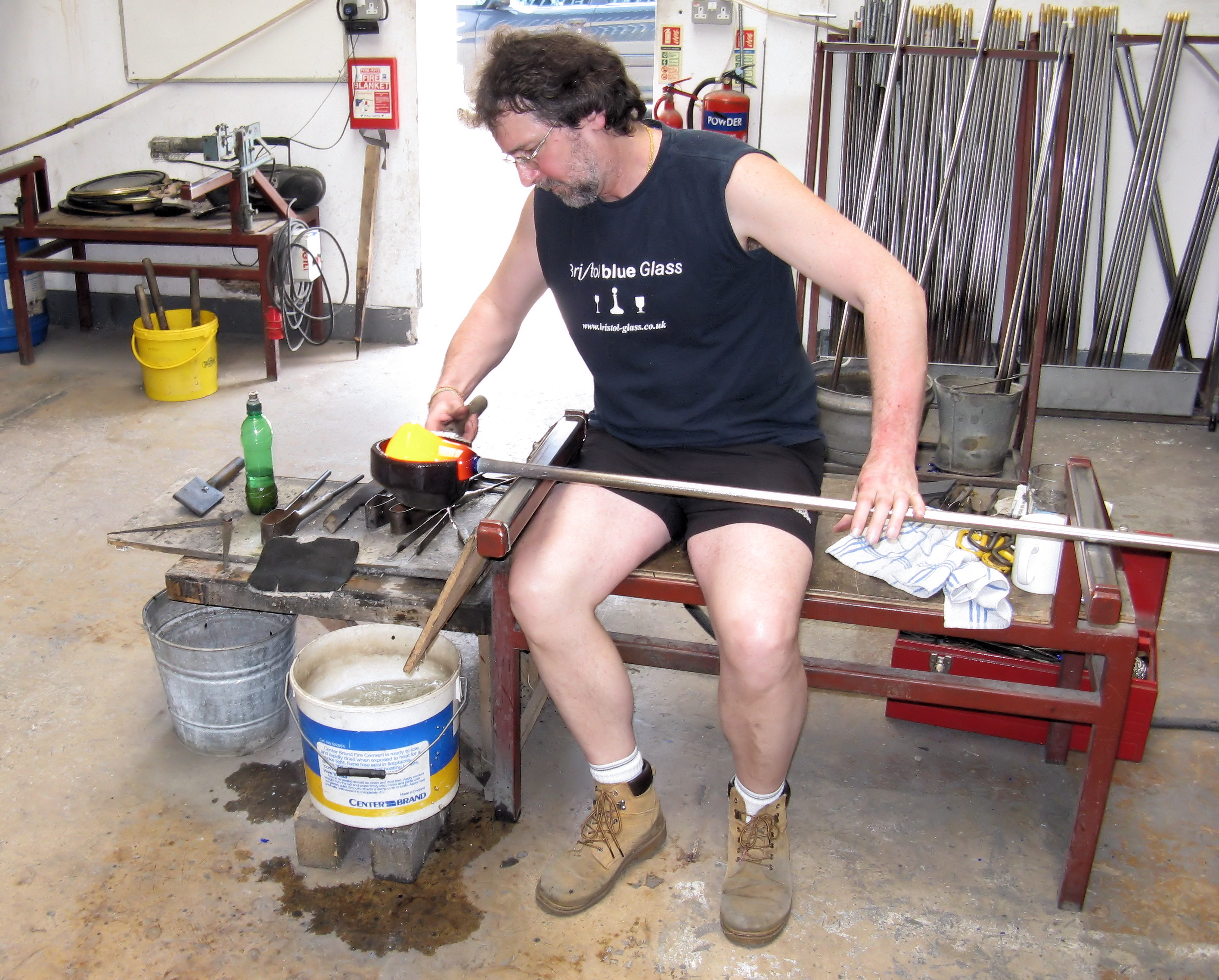
Una fase della produzione di decanter: la canna viene trattenuta nella mano sinistra del soffiatore di vetro, e il vetro è giallo brillante.

La soffiatura del vetro è una tecnica di formatura del vetro che prevede il gonfiaggio di vetro fuso con l'aiuto di una canna. Chi soffia il vetro è chiamato "soffiatore di vetro".

## Tecnologia

### Principi
Nuova tecnica di formatura del vetro, creata a metà del I secolo a.C., la soffiatura è l'espansione di una porzione di vetro fuso nella quale viene introdotta una piccola quantità d'aria. Ciò si basa sulla struttura liquida del vetro in cui gli atomi sono tenuti insieme da forti legami chimici in una rete disordinata e casuale, pertanto il vetro fuso è abbastanza viscoso da essere soffiato e si indurisce gradualmente man mano che perde calore.
Per aumentare la rigidità del vetro fuso, che a sua volta facilita il processo di soffiaggio, si è dovuto apportare un leggero cambiamento nella composizione della pasta vitrea. Con riferimento ai loro studi sugli antichi vetri di Zippori, in Israele, Fischer e McCray hanno sostenuto che la concentrazione di natron (carbonato decaidrato di sodio), che agisce come un flussante, è leggermente inferiore nei vasi soffiati rispetto a quelli fabbricati per fusione. Una minore concentrazione di natron avrebbe permesso al vetro di essere più rigido ottenendo una migliore soffiatura.
Durante la soffiatura, gli strati più sottili di vetro si raffreddano più velocemente di quelli più spessi e diventano più viscosi. Ciò consente la produzione di vetro soffiato con spessore uniforme.
Una gamma completa di tecniche di soffiatura del vetro è stata sviluppata in pochi decenni dalla sua invenzione. I due principali metodi di soffiatura del vetro sono il soffiaggio libero e con stampo.

#### Soffiaggio libero

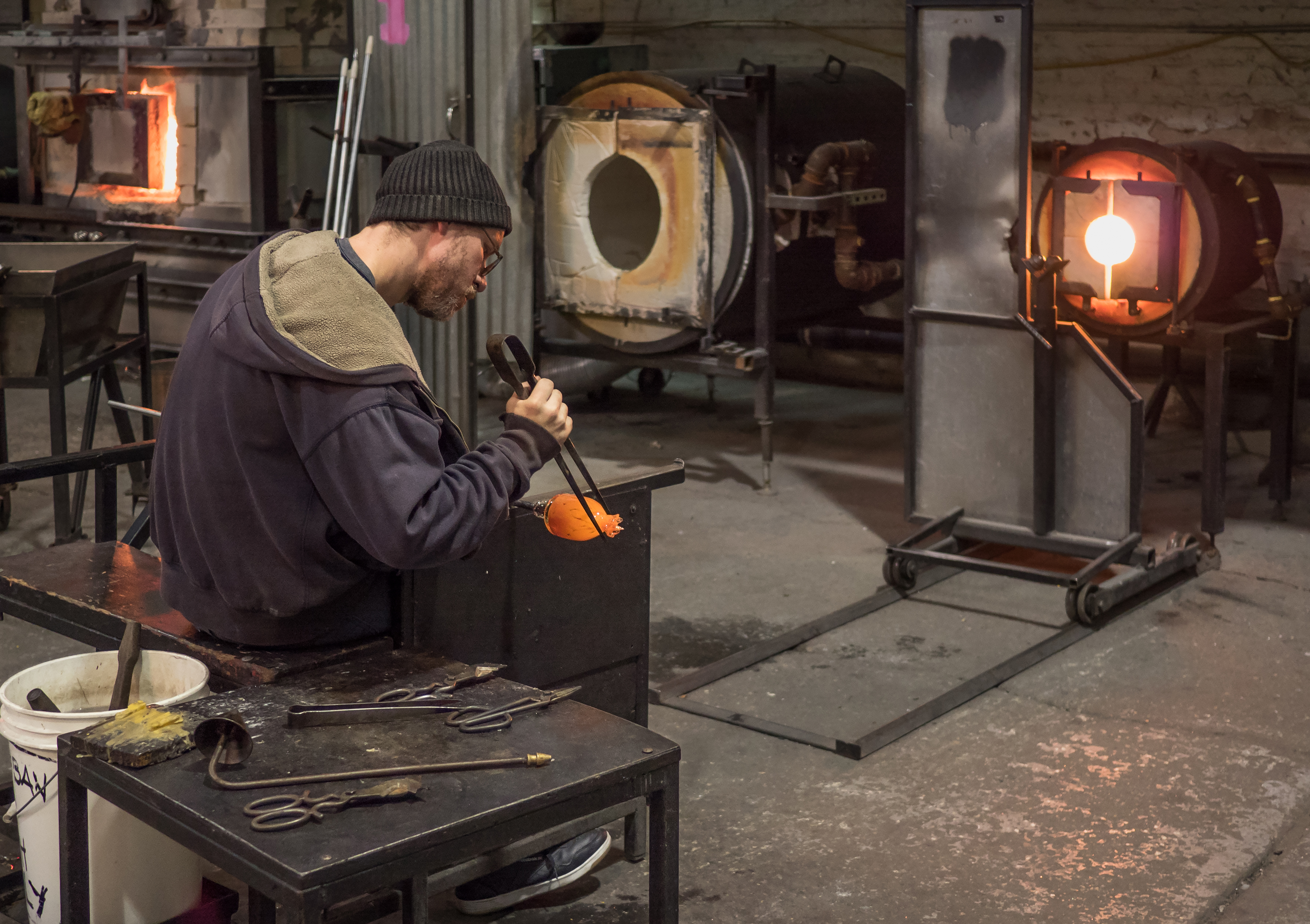
Soffiaggio del vetro in un laboratorio a New York.

Questo metodo occupava una posizione preminente nella lavorazione del vetro sin dalla sua introduzione nella metà del I secolo a.C. fino alla fine del XIX secolo, ed è ancora ampiamente usato come tecnica di lavorazione, soprattutto per scopi artistici. Il processo di soffiaggio libero comporta il soffio di brevi sbuffi d'aria in una porzione di vetro fuso avvolta ad una estremità della canna di soffiaggio. Ciò ha l'effetto di formare una superficie elastica all'interno della porzione di vetro che corrisponde alla superficie esterna causata dalla rimozione del calore della fornace. L'addetto può quindi gonfiare rapidamente il vetro fuso e lavorarlo nella forma desiderata.
I ricercatori del Museo d'arte di Toledo hanno tentato di ricostruire l'antica tecnica di soffiaggio usando canne di argilla. Il risultato ha dimostrato che canne di argilla corte, di circa 60 cm., facilitano il soffiaggio perché sono semplici da maneggiare e da manipolare e possono essere utilizzate più volte. I lavoratori qualificati sono in grado di modellare qualsiasi forma ruotando la canna, facendola oscillare e controllando la temperatura del pezzo mentre viene soffiato. Possono produrre una grande varietà di oggetti, che vanno dalle tazze alle lastre di vetro delle finestre.
Un esempio eccezionale della tecnica del soffiaggio è il Vaso Portland, che è un cameo fabbricato durante l'epoca romana. Gudenrath e Whitehouse hanno condotto un esperimento con l'obiettivo di ricreare il vaso Portland. Un'intera porzione di vetro blu, necessaria per il corpo del vaso, è stata raccolta all'estremità della canna e successivamente immersa in un recipiente contenente vetro bianco fuso. L'insufflazione si è verificata quando l'operatore ha fatto modificare il vetro fuso in una sfera che è stata poi allungata e modellata in un vaso con uno strato di vetro bianco sovrastante il corpo blu.

#### Soffiaggio in stampo

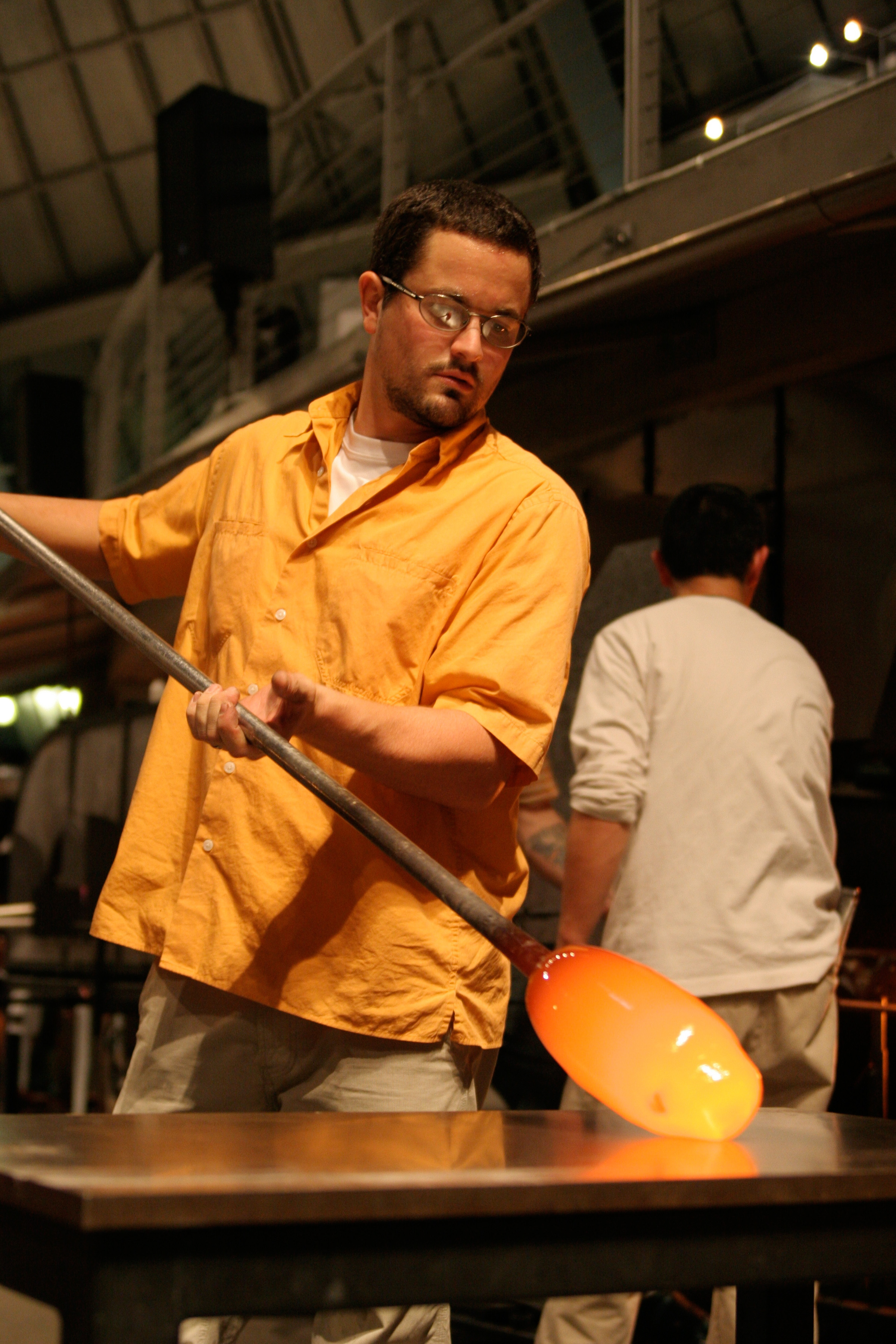
Il soffiatore Jean-Pierre Canlis realizza una sezione della sua opera "Insignificance".

La soffiatura in uno stampo è un metodo alternativo che venne introdotto dopo l'invenzione della soffiatura libera, durante la prima metà del I secolo. Una porzione di vetro fuso viene posta all'estremità della canna e quindi gonfiata in uno stampo di legno o metallo intagliato. In questo modo, la forma e la trama della bolla di vetro sono determinate dal disegno all'interno dello stampo piuttosto che dall'abilità del soffiatore.
Esistono due tipi di stampi, vale a dire monopezzo e multipli, spesso utilizzati per produrre recipienti soffiati. Il primo consente di rimuovere l'oggetto di vetro finito con un solo movimento tirandolo verso l'alto ed è ampiamente utilizzato per produrre stoviglie e recipienti utilizzati per lo stoccaggio e il trasporto. Il secondo tipo è realizzato con segmenti di stampo, a più pannelli, permettendo così lo sviluppo di una modellazione, una trama e un disegno superficiale più sofisticati.
La coppa romana a foglia, ora esposta nel Museo Paul Getty, è stata soffiata in uno stampo in tre parti decorato con il fregio a rilievo di fogliame di quattro piante diverse in posizione verticale. Taylor e Hill hanno provato a riprodurre vasi soffiati con stampi in tre parti realizzati con materiali diversi. Il risultato ha determinato che gli stampi in metallo, in particolare in bronzo, si sono dimostrati più efficaci nella produzione di disegni in rilievo su vetro rispetto agli stampi in gesso o legno.
Lo sviluppo della tecnica di soffiaggio nello stampo ha permesso la produzione rapida di oggetti in vetro in grandi quantità, incoraggiando così la produzione in serie e la distribuzione diffusa di oggetti in vetro.

### Soffiaggio moderno

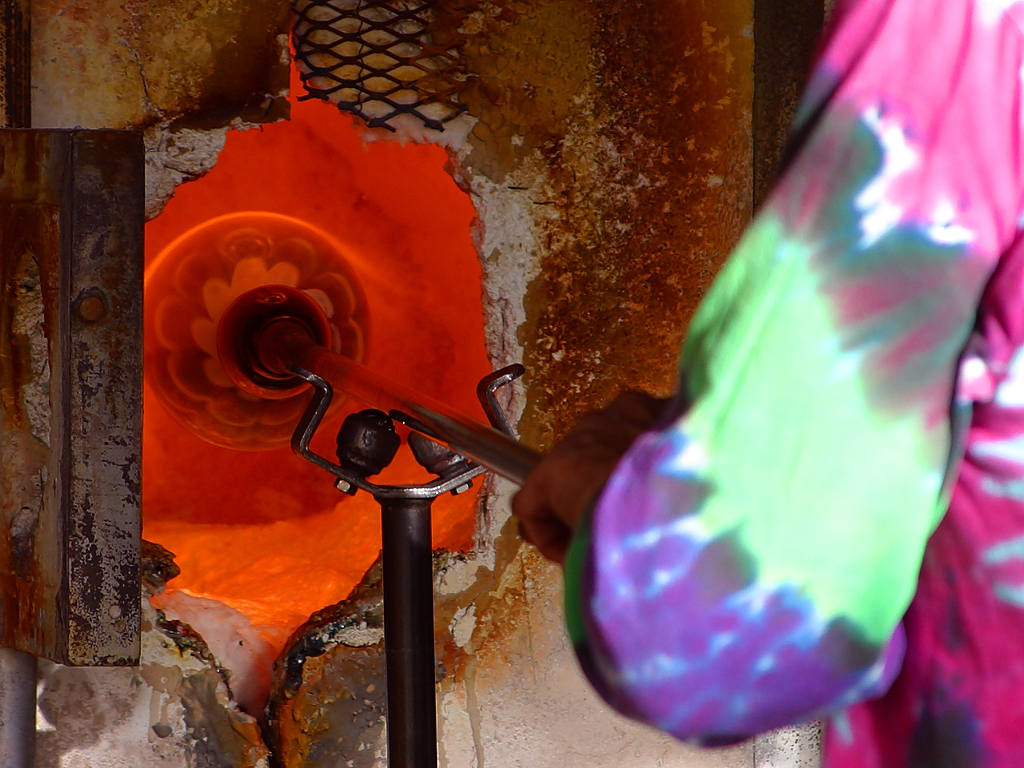
Uso di un piccolo fornetto per riscaldare un pezzo all'estremità di una canna.

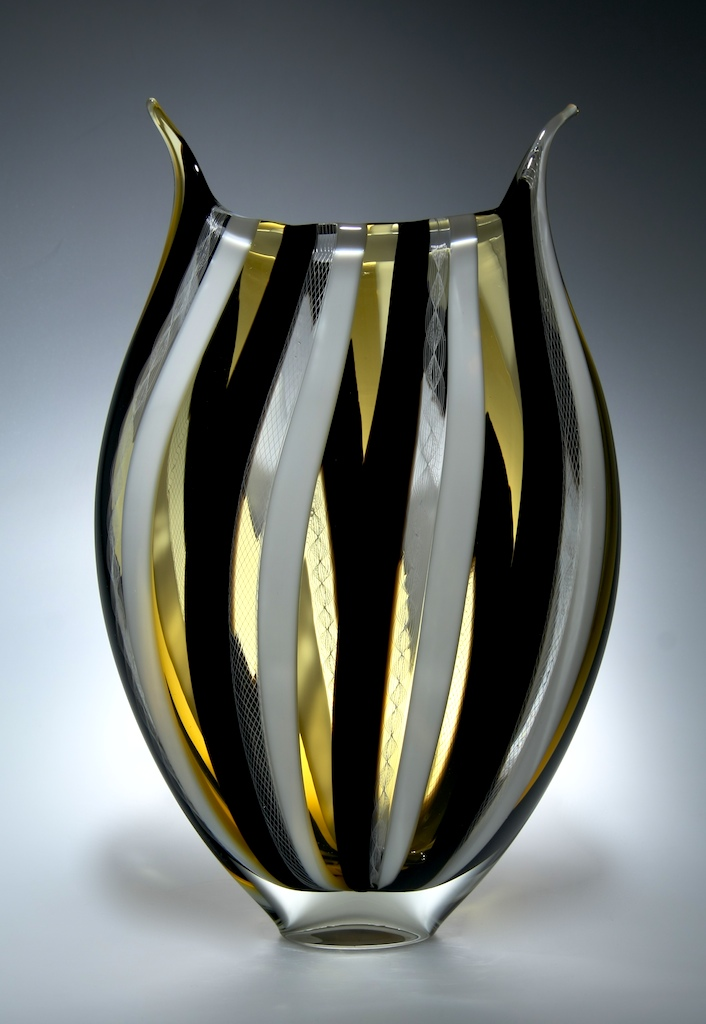
Il vetro può essere realizzato con precisi motivi a strisce attraverso un processo che prevede l'uso di barrette di vetro colorato.

La trasformazione di materiale grezzo in vetro avviene intorni ai 1320 °C: il vetro emette abbastanza calore per apparire quasi di un bianco caldo. Viene quindi lasciato "assottigliare" (permettendo alla bolla liquida di fuoriuscire dalla massa), e quindi la temperatura di lavoro viene ridotta a circa 1090 °C. A questo punto, il vetro sembra essere di un colore arancione brillante. Anche se la maggior parte del vetro soffiato viene lavorato tra 870 e 1040 °C, l'impasto di "ossido di calcio e idrossido di sodio" rimane plastico e lavorabile fino a 730 °C. La ricottura viene solitamente eseguita tra 371 e 482 °C.
Per la soffiatura del vetro servono tre forni. Il primo, che contiene un crogiolo di vetro fuso, viene semplicemente chiamato "fornace". Il secondo è chiamato "buco" e viene utilizzato per riscaldare un pezzo tra una fase e l'altra. La fornace finale si chiama "ricottura", e viene utilizzata per raffreddare lentamente il vetro, per un periodo che va da alcune ore a qualche giorno, a seconda delle dimensioni dei pezzi. Ciò impedisce al vetro di rompersi o frantumarsi a causa dello stress termico. Storicamente, tutte e tre le fornaci erano contenute in un'unica struttura, con una serie di camere progressivamente più fredde per ciascuno dei tre utilizzi.
La punta della canna di soffiaggio viene prima preriscaldata, quindi immersa nel vetro fuso nella fornace. Il vetro fuso viene "raccolto" sulla sua estremità nello stesso modo in cui il miele viscoso viene raccolto su un bastoncino. Questo vetro veniva quindi arrotolato su una lastra piana di marmo, ma oggi è più comunemente usata una lamiera d'acciaio piuttosto spessa. Questo processo, forma un rivestimento più freddo all'esterno della bolla di vetro fuso e lo modella. Quindi l'aria viene soffiata nel tubo, creando una bolla. Successivamente, l'operatore può raccogliere più vetro sopra quella bolla per creare un pezzo più grande. Una volta che un pezzo è stato soffiato alla sua dimensione finale approssimativa, viene realizzata la base. Quindi, il vetro fuso viene attaccato a un'asta di acciaio inossidabile o di ferro per modellare e trasferire il pezzo cavo dalla canna per realizzare un'apertura e modellare la parte superiore.
La panca è una stazione di lavoro per soffiatori di vetro e ha un posto per il soffiatore, uno per gli strumenti portatili e due binari in cui scorre il tubo mentre il soffiatore lavora con il pezzo. I blocchi sono strumenti simili a mestoli immersi in acqua e sono usati per modellare e raffreddare un pezzo nelle prime fasi della lavorazione. Allo stesso modo, blocchi di giornali imbevuti d'acqua (all'incirca 15 cm2 di superficie e da 1,2 a 2,5 cm. di spessore), tenuti a mano nuda, vengono usati per modellare il pezzo. I "jack" sono strumenti a forma di pinzette di grandi dimensioni con due lame, che vengono utilizzati per dare la forma. Vi sono pezzi piatti di legno o grafite usati per creare superfici piatte come un fondo. Le pinzette vengono utilizzate per selezionare i dettagli o per tirare il vetro. Ne esistono due tipi importanti, diritte e diamantate. Quelle dritte sono essenzialmente forbici ingombranti, utilizzate per eseguire tagli lineari. Le diamantate hanno lame con una forma di diamante quando sono parzialmente aperte. Queste sono usate per tagliare masse di vetro.
Esistono molti sistemi per applicare motivi e colori al vetro soffiato, incluso il rotolamento del vetro fuso su polvere o pezzi più grandi di vetro colorato. Schemi complessi con grande dettaglio possono essere creati usando strisce di vetro colorato e "murrine" (aste tagliate in sezioni trasversali per rivelare motivi). Questi pezzi colorati possono essere disposti in uno schema su una superficie piana, e quindi "raccolti" facendo rotolare una bolla di vetro fuso su di essi. Una delle tecniche di lavorazione più esigenti e complicate è il "reticello", che prevede la creazione di due bolle, ognuna attorcigliata in una direzione diversa e poi combinandole per soffiare la forma finale.

## Storia

### Origini
Le prime prove di soffiatura del vetro provengono da una raccolta di rifiuti di una vetreria, tra cui frammenti di tubi di vetro, bacchette di vetro e piccole bottiglie soffiate, trovati in un mikveh, un bagno rituale nel quartiere ebraico dell'antica città di Gerusalemme, datati dal 37 al 4 a.C. Alcuni dei tubi di vetro recuperati sono chiusi a fuoco ad un'estremità e sono stati parzialmente gonfiati soffiando attraverso l'estremità aperta, mentre erano ancora caldi, per formare una piccola bottiglia; quindi sono considerati come una forma rudimentale di canna.
Pertanto, il tubo soffiato non rappresenta solo un primo tentativo di sperimentazione delle soffiatura del vetro, ma è anche un passo rivoluzionario che ha indotto un cambiamento nel concetto e una profonda comprensione del vetro. Tali invenzioni eclissarono rapidamente tutti gli altri metodi tradizionali, come la fusione e la formatura del nucleo, nella lavorazione del vetro.

### Impero romano

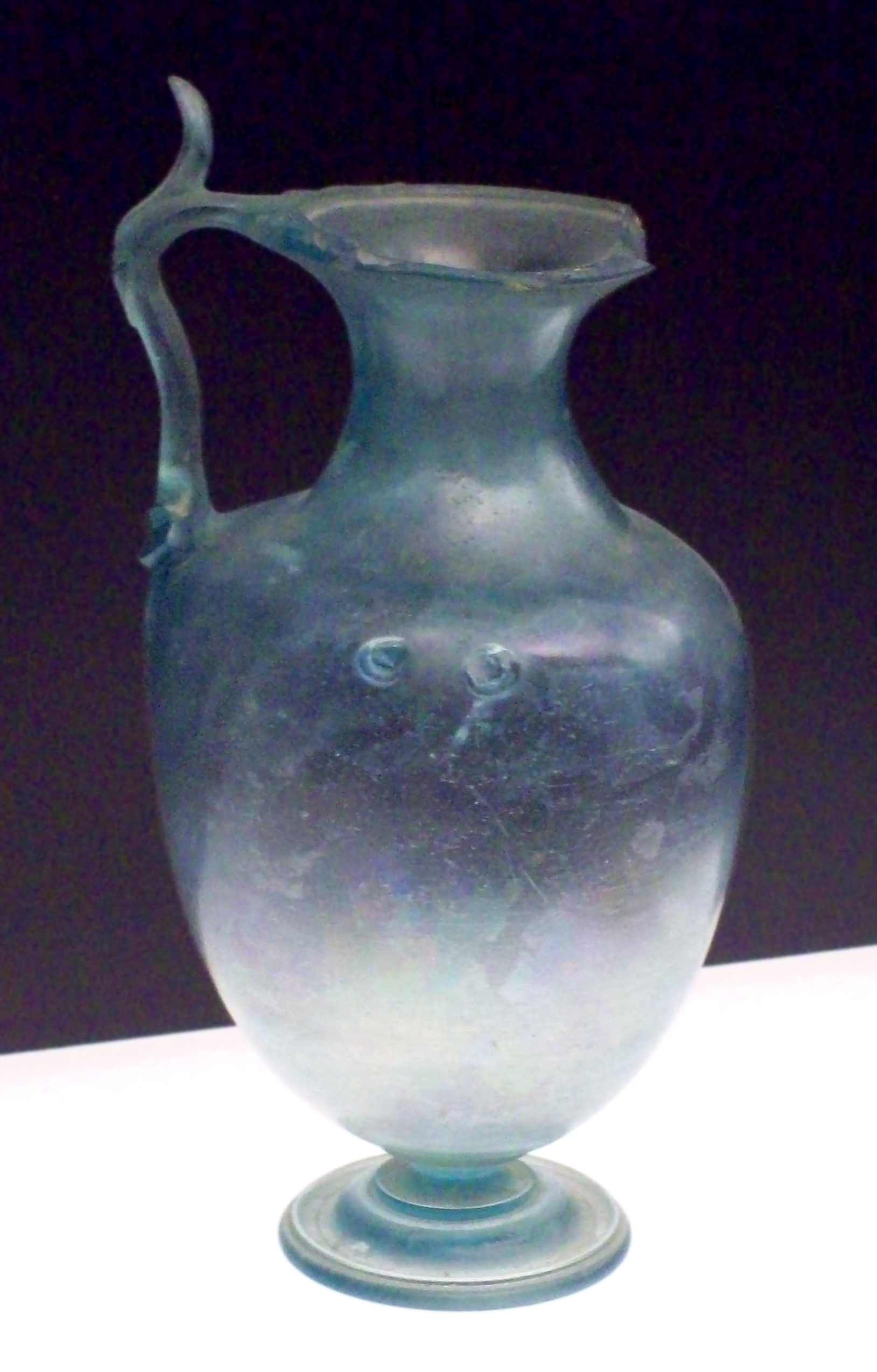
Hydria romana in vetro da Baelo Claudia (IV secolo).

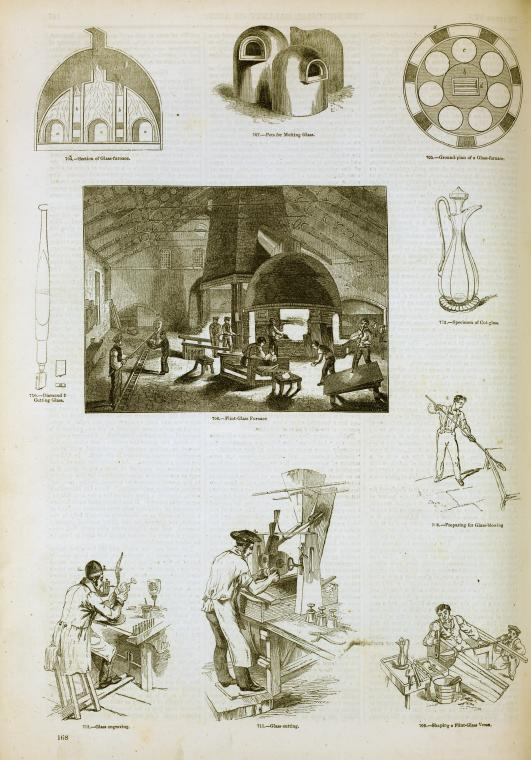
Oggetti in vetro, Inghilterra 1858. Durante la rivoluzione industriale, le tecniche di lavorazione vennero migliorate.

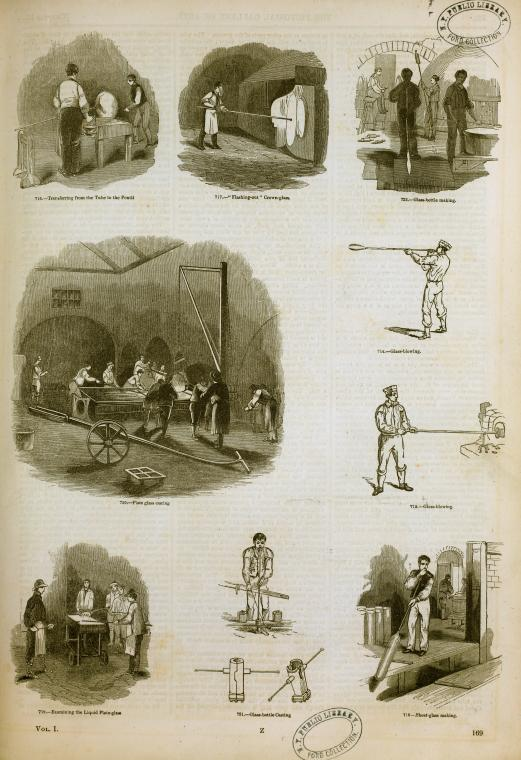
Metodi di produzione di vetro soffiato in Inghilterra nel 1858.

L'invenzione del vetro soffiato coincise con l'istituzione dell'Impero romano nel I secolo a.C., che aumentò la diffusione di questa nuova tecnologia. La soffiatura del vetro era fortemente sostenuta dal governo romano (sebbene i cittadini romani non potessero commerciarlo, in particolare sotto il regno di Augusto), e il vetro veniva soffiato in molte aree del mondo romano. Ai confini orientali dell'Impero, le prime grandi fabbriche furono create dai fenici nel luogo di nascita della soffiatura del vetro, nel Libano e in Israele contemporanei, nonché nella vicina provincia di Cipro.
Ennione, per esempio, era tra i più importanti soffiatori del Libano del tempo. Era famoso per la produzione di vasi in vetro soffiato a stampo a più pannelli, complessi nelle loro forme, disposizione e motivi decorativi. La complessità dei disegni di questi vasi in vetro soffiato a stampo illustrava la raffinatezza dei vetrai delle regioni orientali dell'Impero romano. I recipienti di vetro soffiato a stampo prodotti dal laboratorio di Ennione e di altri contemporanei come Jason, Nikon, Aristeas e Meges, costituiscono alcune delle prime prove di soffiatura del vetro trovate nei territori orientali.
Alla fine, la tecnica della soffiatura del vetro raggiunse l'Egitto e fu descritta in un frammento di poesia riportato su un papiro datato al III secolo. L'egemonia romana sulle aree del Mediterraneo portò la tecnica del vetro soffiato a sostituire le precedenti tecniche di fusione ellenistica, formatura del nucleo e fusione dei mosaici. Le prime prove di soffiaggio in opere ellenistiche consistono in piccole bottiglie soffiate, per il profumo e l'olio, recuperate dalle botteghe del vetro sull'isola greca di Samotracia e a Corinto nella Grecia continentale, datate al I secolo.
Più tardi, gli operai fenici sfruttarono le loro tecniche di soffiatura del vetro e aprirono i loro laboratori nei territori occidentali dell'Impero romano, prima in Italia, nella metà del I secolo, a Roma, il cuore dell'Impero, che divenne presto un importante centro per la soffiatura del vetro, e successivamente vennero istituiti altri laboratori in altre province italiane, ad esempio Campania, Morgantina e Aquileia. Venne prodotta una grande varietà di oggetti in vetro soffiato, che andavano da unguentaria (contenitori da toilette per profumo) a camei, dalle stoviglie ai vetri delle finestre.
Da lì, gli artigiani in fuga (a cui era stato vietato il viaggio) avrebbero raggiunto il resto dell'Europa costruendo i loro laboratori di soffiatura del vetro a nord delle Alpi (ora Svizzera), e poi in siti nel nord Europa (oggi Francia e Belgio).
Uno dei più prolifici centri di soffiatura del vetro del periodo romano fu fondato a Colonia sul fiume Reno in Germania alla fine del I secolo a.C. Gli stampi di base in pietra e terracotta sono stati scoperti nei laboratori della Renania, suggerendo l'adozione e l'applicazione della tecnica del soffiaggio da parte degli artigiani locali. Inoltre, dai laboratori della Renania vennero prodotti vasi soffiati e decorati con nervature, nonché bottiglie di profumo soffiate segnate CCAA o CCA che stanno per Colonia Claudia Agrippiniensis. Resti di vasi di vetro blu-verde soffiato, ad esempio bottiglie con manici, ciotole con colletto e bicchieri, sono stati trovati in abbondanza dai laboratori di vetro locali a Poetovio e Celeia in Slovenia.
Oggetti sopravvissuti, come canne e stampi sono indicativi della presenza di soffiatori, anche se frammentarie e limitate. Pezzi di canne di argilla sono stati recuperati dal laboratorio di vetro della fine del I secolo ad Avenches in Svizzera. Le canne di argilla furono fabbricate dagli antichi vetrai a causa dell'accessibilità e della disponibilità delle materie prime, fino all'introduzione delle canne di metallo. Aste di ferro forato, insieme a frammenti di recipienti bruciati e rifiuti di vetro risalenti al IV secolo circa, furono recuperati dal laboratorio di vetro di Mérida in Spagna, nonché a Salona in Croazia.

### Medioevo
La tradizione della soffiatura del vetro venne portata avanti in Europa, dal Medioevo al Rinascimento. Durante il primo periodo medievale, i Franchi manipolarono la tecnica della soffiatura del vetro creando i semplici stampi ondulati e sviluppando le tecniche di decorazione. Oggetti in vetro soffiato, come i recipienti per bere che imitavano la forma del corno animale, venivano prodotti nelle valli del Reno e della Mosa, così come in Belgio. I vetrai bizantini realizzarono vetro soffiato a stampo decorato con simboli cristiani ed ebraici, a Gerusalemme, tra la fine del VI e la metà del VII. Vasi soffiati in stampi con sfaccettature, rilievi e decorazioni a taglio lineare furono scoperti a Samarra nelle terre islamiche.
L'Europa del Rinascimento vide la rivitalizzazione dell'industria del vetro in Italia. La soffiatura del vetro, in particolare la tecnica di soffiatura nello stampo, venne impiegata dai veneziani di Murano per produrre vetri pregiati conosciuti come "cristallo". La tecnica della soffiatura, nel vetro a cilindro e in quello a corona, fu usata per fabbricare lastre o vetri piani alla fine del XVII secolo. La tecnica del vetro soffiato era così diffusa che il vetro veniva soffiato in molte parti del mondo, ad esempio in Cina, Giappone e nelle terre islamiche.
Il Museo Nøstetangen di Hokksund, in Norvegia, mostra come il vetro è stato realizzato secondo l'antica tradizione. Il Nøstetangenglassworks aveva operato lì dal 1741 al 1777, producendo oggetti da tavola e lampadari in stile tedesco e inglese.

### Recenti sviluppi
Lo "studio glass movement" iniziò, nel 1962, quando Harvey Littleton, un insegnante ceramista, e Dominick Labino, un chimico, tennero due seminari presso il Museo d'arte di Toledo, durante i quali iniziarono a sperimentare la fusione del vetro in una piccola fornace e la creazione di oggetti d'arte in vetro soffiato. Littleton promosse l'uso di piccole fornaci negli studi dei singoli artisti. Questo approccio alla soffiatura del vetro sfociò in un movimento mondiale, producendo artisti prolifici come Dale Chihuly, Dante Marioni, Fritz Driesbach e Marvin Lipofsky e decine di altri artisti moderni. Oggi ci sono molte diverse istituzioni in tutto il mondo che offrono risorse per la produzione di vetro per la formazione e la condivisione di attrezzature.
Lavorare con pezzi di grandi dimensioni o di forma complessa richiede una squadra di vetrai, in una complessa coreografia di movimenti a tempo preciso. Questo requisito pratico ha incoraggiato la collaborazione tra artisti del vetro, sia in gruppi di lavoro semipermanenti che temporanei.

### Nella letteratura
- La scrittrice Daphne du Maurier discendeva da una famiglia di vetrai francesi del XVIII secolo e, nel 1963, scrisse il romanzo storico Il calice di Vandea.[35]
- Il soggetto del romanzo Through a Glass, Darkly, di Donna Leon, riguarda l'investigazione su un crimine commesso in un laborotario per la lavorazione del vetro sull'isola di Murano.[36]
- Il romanzo giallo Il mistero della vetreria, di Margaret Armstrong è un thriller del 1939, pubblicato in italiano nel 2019, ed è ambientato in un laboratorio di vetrate artistiche del New England.[37]
- Il romanzo Oscar e Lucinda dell'australiano Peter Carey, 1988 (con relativo film, 1997), ruota attorno a una vetreria di Sydney, di proprietà di Lucinda, da cui sarebbe addirittura stata prodotta una chiesa in vetro e ghisa, a immagine del Crystal Palace di Londra.